# Levent Topsakal
Levent Topsakal, né le 9 juin 1966, à Istanbul, en Turquie, est un joueur de basket-ball turc. Il évolue au poste de meneur. 

## Palmarès
- Champion de Turquie 1991
- Vainqueur des Jeux méditerranéens de 1987